# المعهد الديمقراطي الوطني للشؤون الدولية
المعهد الديمقراطي الوطني (بالإنجليزية: National Democratic Institute, NDI) هو منظمة غير ربحية، تعمل في سبيل دعم الديمقراطية وتقويتها على نطاق واسع في العالم. ويوفر المعهدُ المساعدةَ العملية للقادة المدنيين والسياسيين، من أجل تنمية القيم والممارسات والمؤسسات الديمقراطية، مستعيناً بشبكة عالمية من الخبراء المتطوعين. ويتعاون أيضاً مع الديمقراطيين في كلّ أنحاء العالم، بهدف بناء المنظمات السياسية والمدنية، وصون نزاهة الانتخابات، بالإضافة إلى تشجيع المواطنين على المشاركة وتعزيز الشفافية والمساءلة في الحكم.
يعتمد النظام الديمقراطي على وجود هيئةٍ تشريعية تمثّل المواطنين وتراقب عمل السلطة التنفيذية، وسلطةٍ قضائية مستقلّة ترعى تطبيق حكم القانون، وأحزابٍ سياسية شفافة وخاضعة للمساءلة، وعلى قيام انتخاباتٍ تسمح للناخبين باختيار ممثليهم في مؤسسات الحكم بكلّ حرية. وفي إطار الجهود التي يبذلها لمساندة التنمية الديمقراطية، يسعى المعهد إلى دعم المؤسسات والإجراءات التي تساعد على إشاعة الديمقراطية

## بناء المنظمات السياسية والمدنية
يُساعد المعهد الديمقراطي الوطني على بناء المؤسسات الثابتة ذات القاعدة العريضة، والمتميّزة بحسن تنظيمها فتشكّل الدعامة الأساسية التي ترتكز عليها أيّ ثقافة مدنية عريقة. فالنظام الديمقراطي يبقى مرهوناً بقيام هذه المؤسسات التي تؤدي دور الوسيط باعتبارها الصوت الصارخ الذي يعبّر عن آراء المواطنين الواعين لقضاياهم، وتخلق روابط بينهم وبين حكوماتهم، وكذلك في ما بينهم، عبر توفير سبل المشاركة في السياسة العامة.

## صون نزاهة الانتخابات
بما أنّ المعهد الديمقراطي الوطني يشجّع على إجراء انتخابات حرّة وديمقراطية، فقد طلبت منه بعض الأحزاب السياسية والحكومات دراسة القوانين الانتخابية ورفع التوصيات بشأن تحسينها. فضلاً عن ذلك، يقدّم المعهدُ للأحزاب السياسية وهيئات المجتمع المدني المساعدةَ التقنية في مجال إدارة الحملات المعدَّة لتوعية الناخبين وتنظيم البرامج المعدَّة لمراقبة الانتخابات. ويُعرَف المعهد أيضاً بدوره الريادي في مجال مراقبة الانتخابات في العالم حيث سبق له أن شكّل بعثاتٍ دولية لمراقبة الانتخابات في عشراتٍ من البلدان، حرصاً منه على أن تعكس نتائج الانتخابات فيها إرادة الشعب.

## تعزيز الشفافية والمساءلة
يستجيب المعهد لطلباتٍ يتلقاها من رؤساء الحكومات والمجالس البرلمانية، ومن قادة الأحزاب السياسية وهيئات المجتمع المدني، بشأن الحصول على نصائح في مختلف الميادين، بدءاً بالإجراءات التشريعية، مروراً بتقديم الخدمات إلى جمهور الناخبين، وصولاً إلى إقامة توازنٍ في العلاقات بين المجتمع المدني والجناح العسكري في ظلّ النظام الديمقراطي. ويسعى المعهد في هذا الإطار إلى بناء قدرات الهيئات التشريعية ومؤسسات الحكم المحلي التي تنعم بقدرٍ من المهنية والمسؤولية والشفافية وبالقدرة على الاستجابة لمواطنيها.
يشكّل التعاون الدولي عاملاً أساسياً لترسيخ أسس الديمقراطية بشكلٍ فعّال. وهو يرسل أيضاً باتجاه الديمقراطيات الجديدة والناشئة رسالةً ذات مدلول عميق مفادها أنّ الأنظمة الديمقراطية يمكن أن تعتمد على حلفاء دوليين وعلى سندٍ فعّال في الوقت الذي تبقى فيه الأنظمة الاستبدادية معزولةً، لخشيتها من مواجهة العالم الخارجي. لقد اتخذ المعهد الديمقراطي الوطني مقراً له في العاصمة واشنطن فيما أنشأ مكاتب ميدانية في كلّ مناطق العالم. وهو، إلى جانب الإفادة من مهارات موظفيه، يستعين بخبراء متطوعين من مختلف أنحاء العالم، يُشهَد للكثيرين منهم بنضالهم الطويل من أجل إرساء الديمقراطية في بلدهم، وبمشاركة الآخرين آراءهم القيّمة في مجال التنمية الديمقراطية.
في نهاية نوفمبر 2020، مُنع المدير الإقليمي لبرنامج آسيا والمحيط الهادئ مانبريت سينغ أناند واثنين من موظفي مكتب المعهد الديمقراطي في هونج كونج بصورة دائمة من دخول جمهورية الصين الشعبية (بما في ذلك هونغ كونغ وماكاو)، بسبب مزاعم التدخل غير المقبول في الشؤون الداخلية لهونغ كونغ.

## تبعية المعهد
يعتبر المعهد الديمقراطي الوطني قريب من الحزب الديمقراطي الأمريكي، لكنه يتبع نهجًا مستقلًا ومتعدد الاتجاهات الحزبية، فهو يعمل مع مختلف الأحزاب في كل بلد وليس فقط مع أحزاب قريبة من نهج وتوجهات الحزب الديموقراطي. رئيس مجلس إدارة المعهد الديمقراطي الوطني حالياً هو توماس داشل خلفًا لمادلين أولبرايت وزيرة الخارجية السابقة بعد وفاتها في مارس 2022، وديريك ميتشل هو رئيس المعهد منذ سبتمبر 2018.
يعتبر المعهد الديمقراطي النظير المعادل للمعهد الجمهوري الدولي التابع للحزب الجمهوري الأمريكي.